# Wild pitch

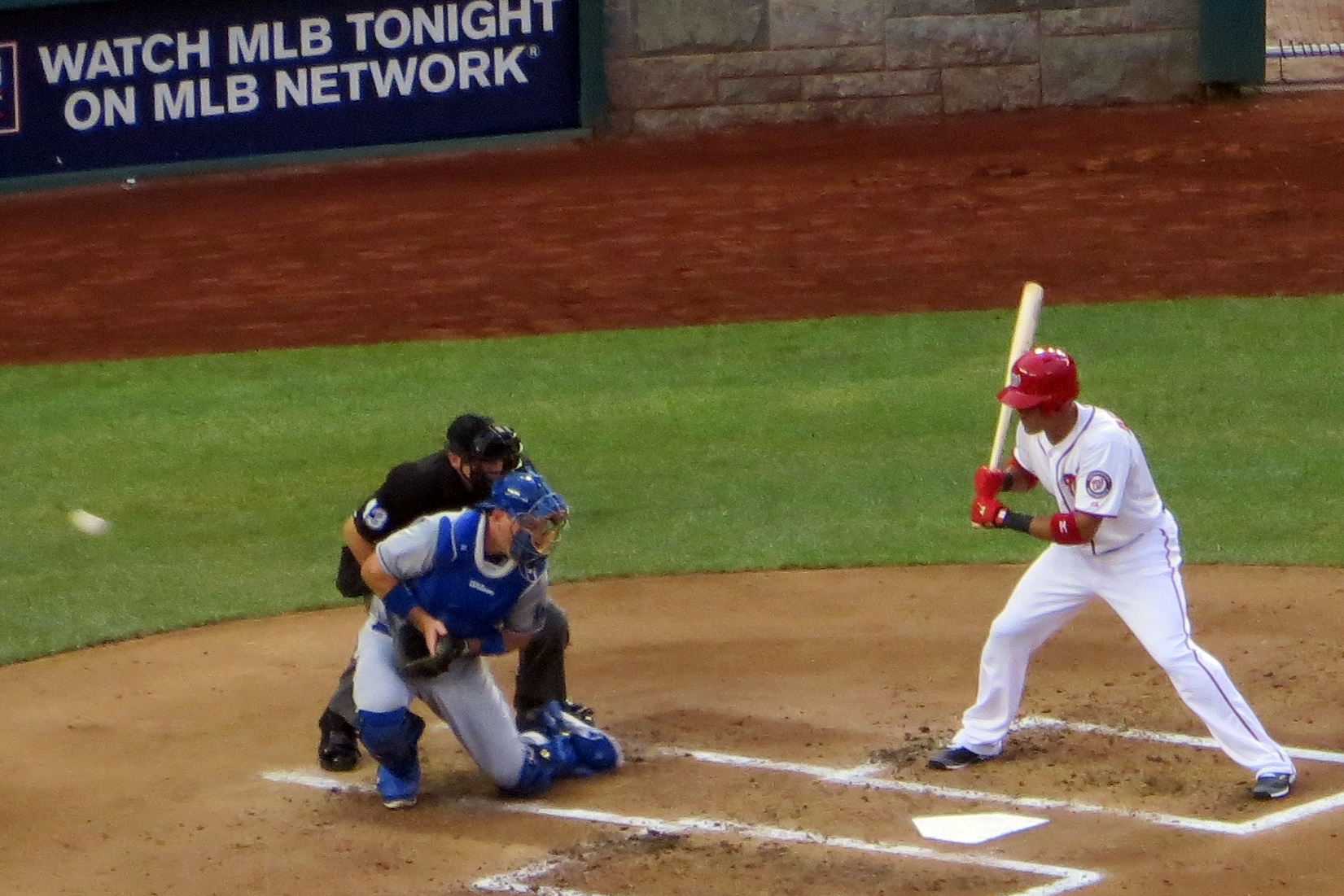
En wild pitch.

Wild pitch (förkortat WP) är en statistisk kategori i baseboll.
En wild pitch innebär att en pitchers kast är så högt, lågt eller snett att catchern inte lyckas få bollen under kontroll. Kastet räknas dock bara som en wild pitch om det leder till något negativt för pitcherns lag. Detta är fallet om en eller flera löpare ute på bas kan avancera en eller flera baser under den tid det tar för catchern eller någon annan utespelare att få tag på bollen. Detta är också fallet om det blir en wild pitch på slagmannens tredje strike och slagmannen kan ta sig till första bas utan att bli bränd trots att det var en strikeout. Om baserna är tomma eller om catchern lyckas få tag på bollen så snabbt att ingen löpare hinner avancera räknas det inte som en wild pitch. Om en löpare ute på bas lyckas avancera räknas det inte som en stulen bas om inte löparen började springa redan när pitchern påbörjade sin kaströrelse.
Bedömningen av kastet görs av den officiella protokollföraren. Om denne i stället anser att catchern normalt sett borde ha kunnat få bollen under kontroll är det ingen wild pitch utan catchern får då en passed ball.
En wild pitch räknas inte som en error för pitchern.

## Major League Baseball

### Definition
I Major League Baseball (MLB) definieras en wild pitch i legaldefinitionerna i de officiella reglerna. Definitionen är densamma som angetts ovan. I paragraf 9.13 ges några förtydliganden, bland annat att om kastet är så lågt att bollen studsar innan den når catchern ska det alltid bedömas som en wild pitch och inte som en passed ball.

### Tio i topp
| Nr | Pitcher                | Säsonger             | WP  |
| -- | ---------------------- | -------------------- | --- |
| 1  | Tony Mullane           | 1881–1884, 1886–1894 | 343 |
| 2  | Nolan Ryan†            | 1966, 1968–1993      | 277 |
| 3  | Mickey Welch†          | 1880–1892            | 274 |
| 4  | Tim Keefe†             | 1880–1893            | 240 |
| 4  | Gus Weyhing            | 1887–1896, 1898–1901 | 240 |
| 6  | Phil Niekro†           | 1964–1987            | 226 |
| 7  | Mark Baldwin           | 1887–1893            | 221 |
| 7  | Will White             | 1877–1886            | 221 |
| 9  | Pud Galvin†            | 1879–1892            | 220 |
| 10 | Old Hoss Radbourn†     | 1881–1891            | 214 |
| 10 | Jim Whitney            | 1881–1890            | 214 |
| Nr | "Bästa" aktiva pitcher | Säsonger             | WP  |
| 30 | Félix Hernández*       | 2005–2019            | 156 |

| Nr  | Pitcher                | Säsong | WP |
| --- | ---------------------- | ------ | -- |
| 1   | Mark Baldwin           | 1889   | 83 |
| 2   | Tony Mullane           | 1884   | 63 |
| 2   | Bill Stemmeyer         | 1886   | 63 |
| 4   | Mike Morrison          | 1887   | 62 |
| 5   | Matt Kilroy            | 1886   | 61 |
| 6   | Ed Seward              | 1887   | 58 |
| 7   | Jersey Bakley          | 1884   | 56 |
| 7   | Gus Weyhing            | 1888   | 56 |
| 9   | Ed Seward              | 1888   | 54 |
| 10  | Tony Mullane           | 1886   | 53 |
| Nr  | "Bästa" aktiva pitcher | Säsong | WP |
| 219 | Garrett Richards*      | 2014   | 22 |

* Aktiva spelare i MLB i fet stil

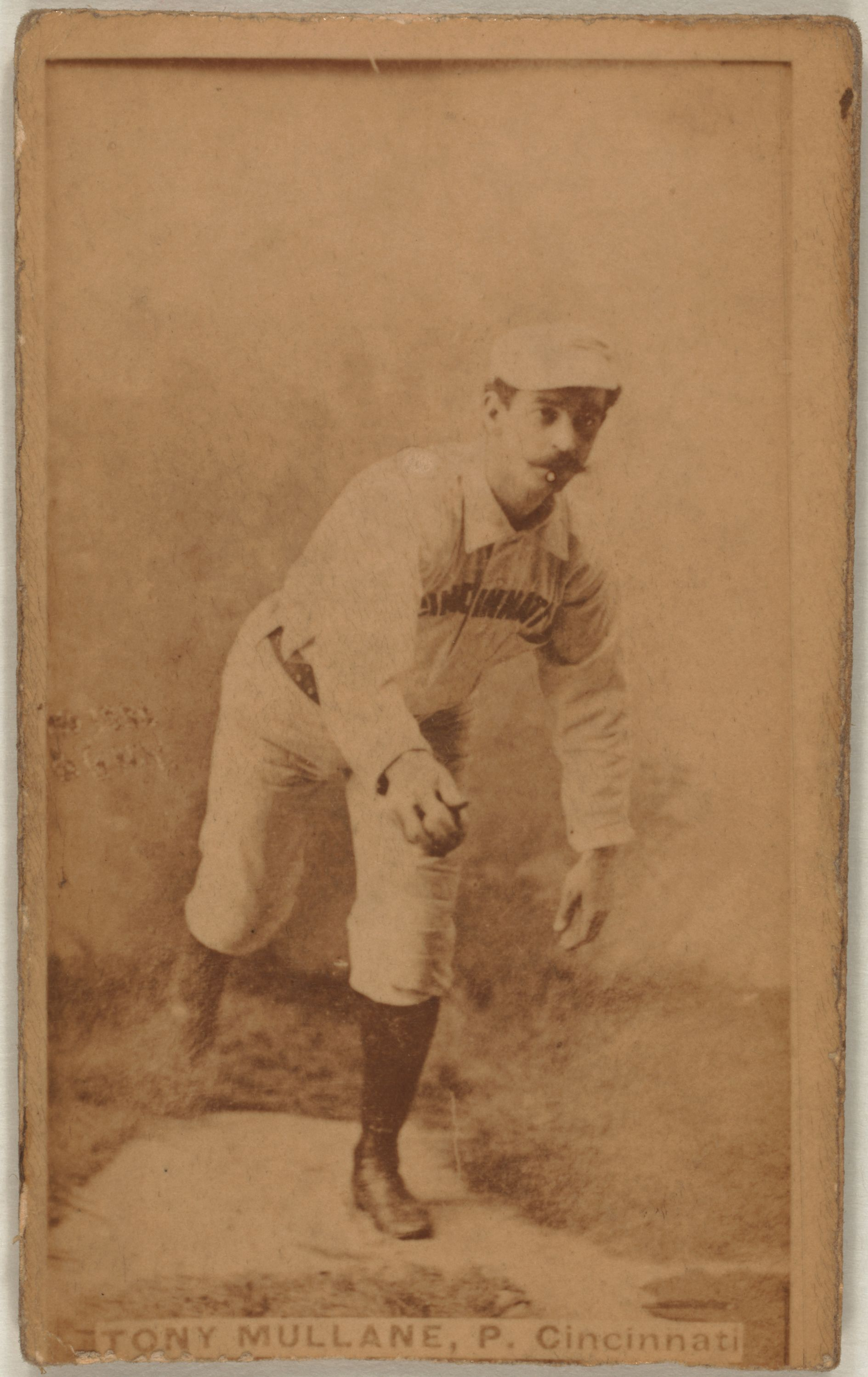
Tony Mullane har flest wild pitches under karriären.

† Spelare invalda i National Baseball Hall of Fame

### Övriga rekord
Rekordet för flest wild pitches under en match (sedan 1893) är sex, satt av J.R. Richard den 10 april 1979 och tangerat av Phil Niekro den 4 augusti samma år och Bill Gullickson den 10 april 1982. När det gäller en inning är rekordet fem wild pitches, satt av Bert Cunningham den 15 september 1890 (Rick Ankiel hade lika många i en slutspelsmatch den 3 oktober 2000). Rekordet för flest innings pitched under en säsong utan en enda wild pitch är 339,2, satt av Joe McGinnity 1906.
De pitchers som flest säsonger haft flest wild pitches i sin liga är Larry Cheney, Jack Morris och Nolan Ryan, vilka alla ledde sin respektive liga sex olika säsonger.